# Alberto Guzmán
Pour les articles homonymes, voir Guzmán.
Alberto Guzmán, né le 4 septembre 1927 dans le district de Vichayal (province de Paita au Pérou) et mort le 2 novembre 2017 à Nogent-sur-Marne,, est un sculpteur français d'origine péruvienne.

## Biographie
Alberto Guzmán est, en 1956, médaille d’or à l'école nationale des beaux arts de Lima. Il expose dans cette ville en 1957 sa première sculpture abstraite en fer soudé et 1959 est l'année de sa première exposition personnelle à l’Instituto de Arte Contemporaneo à Lima. Ensuite, il gagne, par concours, une bourse offerte par la France pour séjourner à Paris.

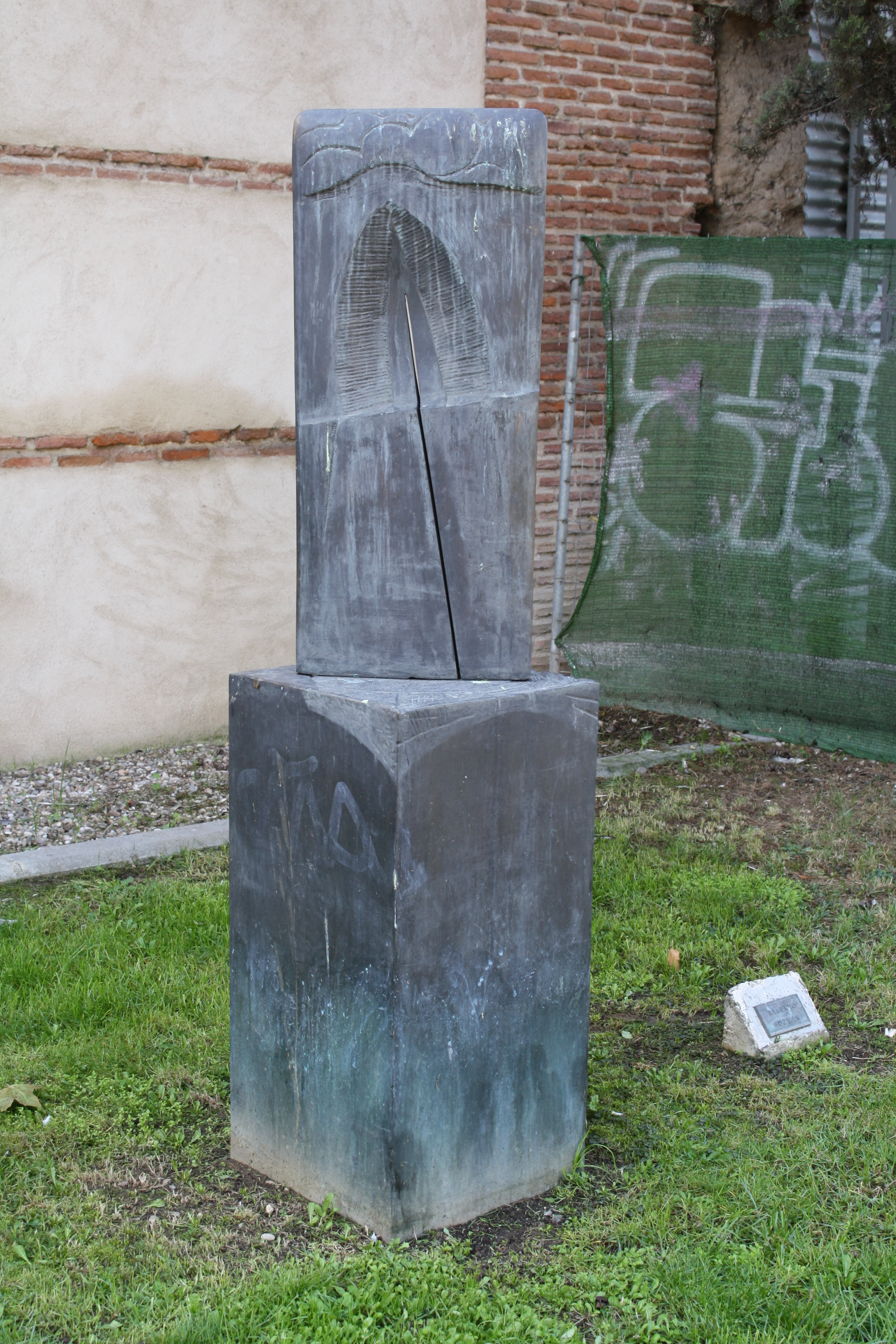
Exposition au Museo de Escultura al Aire Libre de Alcalá de Henares.

En 1962, Alberto Guzman expose à « L’art latino-américain de Paris » au musée d’Art moderne de la ville de Paris et au salon de la Jeune Sculpture. Il fait sa première exposition à Paris en 1965, à la galerie d’Avray.
Il est invité à de nombreuses biennales : à la Biennale de Paris (1963) ; à la Biennale de Venise (1966) ; à la biennale d’Anvers, à la biennale de Carrare et de Paris (1969) ; à la Biennale de Budapest et à « Sculptures en montagne » au plateau d’Assy (1973) ; à la Biennale de La Havane (1986).
À partir de 1970 Alberto Guzmán cherche à transposer sa recherche dans le marbre.
Ses œuvres sont exposées au musée Antoine Bourdelle de Paris, « Sculptures et dessins de 1959 à 1972 », en 1982, à la Triennale de sculpture européenne au Grand Palais à Paris, en 1999  à la Maison de l’Amérique latine à Paris et à l'Espace 1789 de Saint-Ouen.
Parallèlement à son œuvre de sculpteur dont témoignent un certain nombre d'œuvres monumentales pour la ville, ainsi que des fontaines, Alberto Guzmán réalise des bijoux, des meubles et des décors de théâtre.

## Récompense
En 1967, il reçoit le prix André Susse au salon de la jeune sculpture.